# Hall Peninsula (udde)
Hall Peninsula är en udde i Antarktis. Den ligger i Sydshetlandsöarna. Argentina, Chile och Storbritannien gör anspråk på området.
Terrängen inåt land är huvudsakligen platt, men västerut är den kuperad. Havet är nära Hall Peninsula åt sydost.  Trakten är obefolkad. Det finns inga samhällen i närheten. 